# Jordi Cruyff
Jordi Cruyff (født 9. februar 1974 i Amsterdam, Holland), også kendt som Jordi Cruijff eller Jordi, er en hollandsk-spansk tidligere fodboldspiller, som blandt har spillet for FC Barcelona og Manchester United. Han er i øjeblikket ansat som manager for den israelske klub Maccabi Tel Aviv.
På landsholdsniveau har han spillet for Catalonien og for Holland. Han er søn af den tidligere FC Barcelona- og Holland-spiller, afdøde Johan Cruyff.